# Leandro Rodrigues da Silva
1. WEITERLEITUNG Leandro Love